# Linț, Mureș
Linț este un sat în comuna Chețani din județul Mureș, Transilvania, România.